# Moritz Geiger
Pour les articles homonymes, voir Geiger.
Moritz Geiger (Francfort-sur-le-Main, 26 juin 1880 - Maine, 9 septembre 1937), est un philosophe allemand, disciple de Edmund Husserl. Loin de se limiter à la phénoménologie, il se consacre également à la psychologie, à l'épistémologie et à l'esthétique.

## Éléments biographiques
En 1898, il étudie le droit à Munich, puis l'histoire de la littérature en 1899, puis la philosophie et la psychologie en 1900 avec Theodor Lipps. Durant les années 1901-1902, il étudie la psychologie experimentale avec Wilhelm Wundt à Leipzig et fait des recherches sur le problème de l'attention.
De retour à Munich, Geiger passe sa maîtrise en 1904 sous la direction de Lipps. Il fait partie du cercle des élèves de Lipps, qui comprend Alexander Pfänder (de), Adolf Reinach, Theodor Conrad (de), Aloys Fischer (de), Max Scheler, et Dietrich von Hildebrand. En 1906, Geiger passe un semestre à Göttingen et assiste aux leçons de Husserl. Il étudie bientôt sous la direction de Husserl et il fait partie du célèbre cercle de phénoménologie de Munich (avec Reinach, Conrad, Fischer et Pfänder). Il passe ensuite son Habilitation en 1907.
Il édite avec Husserl, Pfänder, Reinach et Max Scheler la revue Jahrbuch für Philosophie und phänomenologische Forschung. En 1915, il devient professeur titulaire à Munich et en 1923, il devient professeur ordinaire à Göttingen. Comme plusieurs de ses collègues, il est contraint de quitter l'Allemagne en 1933 pour aller enseigner aux États-Unis (au Vassar College de New York, mais aussi à Stanford).

## Élèves
Certains de ses élèves sont devenus célèbres comme Klaus Berger, Hans-Georg Gadamer, Walter Benjamin et Karl Löwith.

## Œuvre
Les travaux de Geiger portent sur des branches très diverses de la philosophie :
- Épistémologie et de philosophie des sciences : Die philosophische Bedeutung der Relativitätstheorie, Systematische Axiomatik der euklidischen Geometrie, Die Wirklichkeit der Wissenschaften und die Metaphysik ;
- Psychologie (approche philosophique) : Ueber dans Wesen und die Bedeutung der Einfühlung, Das Bewusstsein von Gefühlen, Fragment über den Begriff des Unbewussten und die psychische Realität ;
- Esthétique : Zum Problem der Stimmungseinfühlung, Beiträge zur Phenomenologie des ästhetischen Genusses, Aesthetik, Phänomenologische Aesthetik, Oberflächen- und Tiefenwirkung der KunstZugänge zur Aesthetik, et un texte posthume Die Bedeutung der Kunst. Zugänge zu einer materialen Wertästhetik.